# Roland Dalbiez
Roland Dalbiez, né le 29 juin 1893 à Paris et mort à Rennes le 14 mars 1976, est un philosophe français, maître de Paul Ricœur, et qui a été le premier à présenter les thèses de la psychanalyse de Sigmund Freud en France par une étude très complète.

## Biographie
Fils du comte romain Denis Dalbiez, officier de l'armée de terre, et d'Edith Churchill, il fut admis à l'École navale, participa à la Première Guerre mondiale en tant qu'officier de marine, mais dut abandonner sa carrière militaire à cause d'une pleurésie. Il se tourna alors vers la philosophie, obtint sa licence en 1921 puis son doctorat en 1936. Il fit toute sa carrière comme professeur à l'université de Rennes.
Ses recherches portèrent entre autres sur les limites entre la biologie et la métaphysique. Avec le professeur Rémy Collin de l'université de Nancy, il fonda les Cahiers de Philosophie de la Nature et publia plusieurs études sur la théorie de l'évolution.
Au début des années 1930, il fait la connaissance de Jacques Maritain, le philosophe néo-thomiste, dans l'entourage duquel il rencontre Emmanuel Mounier et Maurice Merleau-Ponty. C'est Maritain qui encouragea Roland Dalbiez à écrire sur Freud. Ses recherches étaient d'une telle ampleur qu'il en fit une thèse, qu'il soutint à la Sorbonne et publia la même année chez Desclée de Brouwer sous le titre “La méthode psychanalytique et la doctrine freudienne”. Le premier volume expose la doctrine freudienne, le second en est une analyse critique.
Dalbiez insiste sur le fait que son jugement de la méthode freudienne n'est pas basée seulement sur la lecture mais aussi sur ce qu'il a vu; il écrit que les écrits de Freud laissent une impression incertaine mais que les faits décrits sont convaincants. Le jugement général qu'il argumente est que si la doctrine freudienne, plus encore celle des adeptes de Freud, est insuffisante voire incorrecte à bien des égards, exagérée, souvent excentrique et dogmatique, la méthode freudienne est néanmoins excellente et efficace, au même titre que l'hypnose. Dalbiez reproche principalement à Freud un manque de rigueur philosophique et de se comporter comme s'il n'avait pas la notion de ce qu'est une preuve.
Il reconnait cependant à Freud les mérites d'avoir mis en évidence l'importance de l'inconscient dans le mental et l'existence d'une sexualité infantile. Le cœur de sa thèse reste qu'il est abusif, de la part de Freud, de regarder comme perverse cette sexualité pour polymorphe qu'elle soit. Pour lui, la sexualité adulte se construit à partir d'une sexualité infantile certes encore désorganisée mais pas nécessairement déviante. Il achoppe sur la théorie de la dynamique des pulsions et sauve ainsi le péché d'une conception quiétiste.
Dans la Revue française de psychanalyse en 1936, Édouard Pichon, ami de Roland Dalbiez, a fait une revue détaillée de sa thèse et la présente comme une étape capitale pour la psychanalyse en France et estime que son livre devrait convaincre les philosophes les plus difficiles que la méthode psychanalytique représente une avancée certaine, réelle et durable dans le domaine de la philosophie.
L'impact des travaux de Dalbiez sur la philosophie fut moins important que dans le cercle des psychanalystes. Ils ne sont que peu ou pas mentionnés dans les revues de philosophie de l'époque et comme le note Roland Dalbiez, soulevèrent une hostilité certaine à la Sorbonne. Ce n'est que petit à petit qu'ils furent considérés comme un apport majeur à l'application de la philosophie à la psychanalyse, et tout d'abord grâce à son élève Paul Ricœur.

## Sources
- Notices d'autorité :   - VIAF
  - ISNI
  - BnF (données)
  - IdRef
  - LCCN
  - GND
  - CiNii
  - Pays-Bas
  - Pologne
  - Israël
  - NUKAT
  - Australie
  - WorldCat
- Ressource relative à la recherche :   - Thèses de doctorat ès lettres soutenues en France de 1808 à 1940
- Roland Dalbiez ou la philosophie thomiste à la rencontre de la psychanalyse
- Gale Dictionary of Psychoanalysis